# 2006年荷伯白宮演說

2006年科拜尔白宫演说是指美國名嘴斯蒂芬·科拜尔於2006年4月29日在美國白宮記者協會的新聞記者聚餐會上，用了24分鐘以脫口秀方式當面挖苦在場的時任美國總統喬治·W·布什及白宮記者的演說。在未有傳統媒體廣泛介紹前，影片只靠網民推介而演變成全美熱播作品，放上Youtube後，48小時內錄得270萬瀏覽率，在蘋果iTunes上亦成為熱賣作品，事件成為美國本土探討傳統媒體及網絡文化的案例。

## 演說
白宮記者協會每年均會舉辦一場晚宴，邀請美國總統及政要出席，2006年當時的協會主席Mark Smith負責邀請科拜尔演出，在這場具爭議的演說後，Mark Smith才承諾自己事前沒有看過多少科拜尔的作品。　在整場演說上，科拜尔除了多次嘲諷布什外，亦挖苦現場的白宮記者及其他出席政要，有部分笑話是專為今次活動而設，但更多內容是直接引自科拜尔的節目科拜尔報告。
他首先說自己與布什都是從「内心」（gut）裡說真話，深信美國橫跨大西洋及太平洋，話峰一轉，說很想知道華盛頓政府怎樣能改變這些事實。他又說自己深信民主政治，至少直至中國能用塑膠以3美元印製「民主」前是這樣。中國駐美大使周文重成為首位被發炮的對象。「周文重大使，歡迎！你們偉大的國家令開心樂園餐變成可能。這值得慶祝。」他之後轉向伊拉克問題：「我相信管治得最好的政府，就是管得最少的政府，以此標準而言，我們在伊拉克成立了美妙的政府。」
他之後聲稱自己很相信布什「這個男人」「有些調查說這個男人只有32%認受率，但我們這種人是不會理會調查的。這些只是一大堆統計，反映別人在現實中想甚麼，而現實多數都有自由派偏見。總統先生，不要理會其他人說一杯水是半滿。」他引起半滿水杯的比喻，假裝安慰仍有二分之一人是支持總統。
在場人士對連串笑話的反應，只屬一般，其中科拜尔有說出挖苦自身新聞界的笑話，就只有零落的笑聲。他引述連串美國發生的災難，然後說——「這一切不過是發出強烈信息，說明不論美國發生甚麼事，她必然會反彈——在全球最有力的新聞設計圖片（staged photo ops）是如此。」
他之後問眾人，為甚麼布什總會在大衛營鏟草？「他其實是在發展另類能源，2008年我們就有用植物起動的車輛了！」他說：「我就是喜歡這個男人，他是一個好人（a good Joe），愛他的太太，叫她做自己最好的另一半（better half）...她真是一位淑女、一個奇妙的女人。」此時，總統望向夫人，兩人微笑，但史提芬旋即說：「不過，夫人，我要投訴！（But I just have one beef, ma'am.）」　
他投訴美國竄改歷史，例如說巴拿馬運河是在1941年興建，而非1914年。他之後繼續挖苦布什：「這個男人最偉大的地方，是他夠穩定，你好清楚知道他的立場。」「他星期三相信的事，在星期一同樣相信，不論星期二發生了甚麼事。世界在變，只有這個男人的信念不變。」
他再向傳媒攻擊：「我真是驚訝自己（今晚）被一大堆自由派媒體包圍，他們正在毀滅美國，只有霍士電視台是例外。霍士新聞總會給你兩面看法——一個是總統的看法，另一個是副總統的看法。」他說這些傳媒只是隻字搬字，報導政府消息：「（新聞）是這樣運作：總統做了決定，新聞官公布決定，你們這些傳媒人把決定抄下。亦即決定，公布，打字。只要檢查有沒有串錯字，就可以歸家，看看家人，跟老婆做做愛，寫下你腦海中盤旋的小說。所謂勇者無懼、敢於挑戰政府的華盛頓記者，是小說！」此時，不少予會者發笑。

## 散播

### 早期
該影片最初在有線頻道C-SPAN於2006年4月29日開始播放，當時一份工商刊物Editor and Publisher首先仔細地報導這段演講，並形容在科拜尔身邊的人，顯得不自在、失去笑容，不過，《紐約時報》和《芝加哥論壇報》雖然有報導晚宴，卻未有提及科拜尔的演說內容。路透社及美聯社則略有報導這段演說，相比之下，《美國今日報》則以較大篇幅描述布什如何被科拜尔挖苦。其餘如CNN或霍士新聞亦沒有播放科拜尔的片段。不過，在演說過後的星期一，陸續有一些電視台的評論員在節目中講述該影片，其中霍士電視台一個節目上，主持人批評科拜尔的表演過了界（over the line）。 多次被科拜尔批評的Tucker Carlson則在MSNBC節目上指科拜尔的表演毫不有趣。

### 網上
雖然科拜尔的表演並不獲現場觀眾及傳媒喜歡，但科拜尔一夜間成為網絡熱話雅虎錄有關科拜尔的紀錄，急增5625%他的演說在Youtube上佔成首三位，直至Youtube在C-SPAN壓力下，把影片刪除前，影片在48小時內已有270萬人瀏覽。 The blog Crooks and Liars，one of the first places to host the video, recorded their busiest day on record. 在事件中，C-SPAN最終將網上播映權，獨家售予Google，在兩周內仍然是Google Video最受歡迎的影片。而最大詳盡報導科拜尔演說的Editor and Publisher及Salon，在網上亦錄得接近破紀錄的瀏覽人數。到了星期四，7萬片文章在博客上講述這場演講。 一個叫ThankYouStephenColbert.org的網站由博客Greg Felice成立，首五天紀錄了5個「多謝狀」 。
此時，傳媒開始留意到網上傳播的威力。在演說3星期後，科拜尔這場演說的聲帶在蘋果iTunes出售，銷售曾高踞榜首。擁有該影片的C-SPAN隨即以DVD發售內容，仍有數千人購。

## 外部連結
- Google Video（页面存档备份，存于） - 演說視象
- 演說全文
- C-SPAN[] - C-Span官方錄像
- Stephen Colbert Roasts Bush at 2006 White House Correspondents Dinner（页面存档备份，存于） YouTube